# Flagellations
Flagellations (titre original : House of Whipcord) est un film d'horreur britannique réalisé par Pete Walker, sorti en 1974.

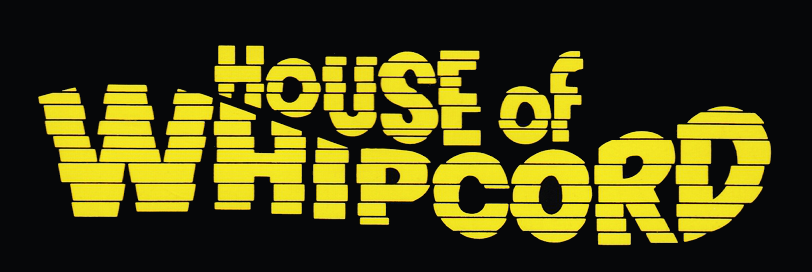

## Synopsis
Jeune mannequin français vivant à Londres, Anne-Marie est séduite par un inconnu, Mark, lors d'une soirée donnée en son honneur dans une galerie. Humiliée par son petit ami photographe, Tony, qui a exposé une photo d'elle nue lors d'une arrestation de police, elle accepte de passer le week-end à la campagne avec Mark pour fuir le probable scandale. Mais elle est découvre trop tard qu'il est l’appât de sa mère, une certaine Margaret Wakehurst, et qu'elle est tombée dans un piège diabolique. Leur grande maison familiale n'est qu'une ancienne prison abandonnée dirigée par la directrice Wakehurt, son mari Desmond Bailey, un vieux juge aveugle et gâteux, et leurs deux gardiennes. Anne-Marie est aussitôt emprisonnée dans cet institut de rééducation morale et religieuse pour être condamnée, comme d'autres jeunes filles piégées par Mark, à se laver de ses péchés à travers divers tortures et punitions. Mais ce retour à l'ordre moral et à la civilisation n'est qu'un prétexte pour madame Wakehurst pour torturer puis tuer ses prisonnières. Avant la naissance de Mark, elle dirigea une maison de redressement pour jeunes filles et elle fut accusée, à cause de sa sévérité et son autoritarisme, d'avoir provoqué la mort de l'une d'entre elles. Perverse, elle l'a tuée avant de maquiller son meurtre en suicide. Lors de son procès, elle a séduit le juge Desmond Bailey, qui l'acquitta faute de preuves, et ce dernier est devenu le père biologique de leur enfant, Mark. Margaret s'est ensuite installée dans une prison désaffectée pour installer sa demeure et son institut personnel pour femmes immorales et impures à ses yeux.
Alors que Tony et une amie d'Anne-Marie, Julia, tentent de la retrouver, Mark découvre enfin les penchants sadiques et meurtriers de sa mère castratrice et incestueuse. Lorsque les proches du mannequin la retrouvent, ils découvrent qu'elle a été pendue par madame Wakehurst. Avant l'arrivée de la police dans la prison, Mark confronte sa mère mais elle l'abat puis elle se suicide. Le juge Bailey et les deux gardiennes sont arrêtés et les autres prisonnières sont libérées.

## Fiche technique
- Titre original : House of Whipcord
- Titre français : Flagellations
- Réalisation et production : Pete Walker
- Scénario : David McGillivray, d'après une histoire de Peter Walker
- Montage : John Black
- Musique : Stanley Myers
- Photographie : Peter Jessop
- Société de production : Peter Walker (Heritage) Ltd.
- Pays d'origine :  Royaume-Uni
- Langue originale : anglais
- Format : couleur
- Durée : 102 minutes
- Genre : horreur
- Date de sortie : 
  -  Royaume-Uni : 19 avril 1974
  -  France : 4 janvier 1984
- Affiche : Georges Kerfyser (France)

## Distribution
- Barbara Markham : Madame Margaret Wakehurst
- Penny Irving : Anne-Marie de Verney
- Robert Tayman : Mark E. Desade
- Patrick Barr : le juge Bailey
- Ray Brooks : Tony
- Ann Michelle : Julia
- Sheila Keith : Walker
- Dorothy Gordon : Bates
- Ivor Salter : Jack
- Karan David : Karen
- Celia Quicke : Denise
- Ron Smerczak : Ted
- Tony Sympson : Henry
- Judy Robinson : Claire
- Jane Hayward : Estelle
- Celia Imrie : Barbara
- Barry Martin : Al
- Rose Hill : la femme d'Henry
- Dave Butler : le vendeur de ticket
- David McGillivray : Caven (pas crédité)
- Denis Tinsley : le sergent de police (pas crédité)
- Pete Walker : le cycliste (pas crédité)